# 圖雷什河
圖雷什河（俄语：Турыш），是俄羅斯的河流，流經該國斯維爾德洛夫斯克州，屬於伊爾吉納河的右支流，河道全長13公里，流域面積89.9平方公里。